# エーバーディンゲン
エーバーディンゲン (ドイツ語: Eberdingen) は、ドイツ連邦共和国バーデン＝ヴュルテンベルク州シュトゥットガルト行政管区のルートヴィヒスブルク郡に属す町村（以下、本項では便宜上「町」と記述する）である。この町は、シュトゥットガルト地域（1992年まではミットレラー・ネッカー地域）およびシュトゥットガルト大都市圏に含まれる。この町は、1975年に、それまで独立た町村であったエーバーディンゲン、ホーホドルフ、ヌスドルフが合併して形成された。

## 地理

### 位置
この町は、シュトローゴイ（ホーホドルフ/エンツ）とヘッケンゴイ（エーバーディンゲンおよびヌスドルフ）の2つの地形の境界であり、高度 270 m から 403 m に位置している。

### 地質学
エーバーディンゲンをシュトルデルバッハ川が流れている。この川はフラハト（ヴァイサハ町内）から湧出し、エンツヴァイインゲンでエンツ川に合流する。ホーホドルフとヌスドルフは、シュトルデルバッハ川によって分割されており、黄土で覆われている。地質構造はムシェルカルク（石灰岩質）が主である。町内には古い採石場跡が遺されている。

### 自治体の構成
自治体エーバーディンゲンは、1975年に合併したエーバーディンゲン、ホーホドルフ・アン・デア・エンツ、ヌスドルフからなる。地区の境界は、合併前の同名町村の境界と同一である。地区の公的な名称は、町名を先に記し、ハイフンをつけて地区名を続ける。エーバーディンゲン地区とホーホドルフ・アン・デア・エンツ地区にはそれぞれ同名の村落のみが属す。ヌスドルフ地区にはヌスドルフ地区には、ヌスドルフ村落とハウス・ゾネンベルクおよびハウス・ゾルゲンミューレが属している。

### 土地利用
| 土地用途別面積     | 面積 (km2) | 占有率 |
| ------------------ | ---------- | ------ |
| 住宅地および空き地 | 0.95       | 3.6 %  |
| 産業用地           | 0.24       | 0.9 %  |
| レジャー用地       | 0.25       | 1.0 %  |
| 交通用地           | 1.58       | 6.0 %  |
| 農業用地           | 15.95      | 60.9 % |
| 森林               | 6.24       | 23.8 % |
| 水域               | 0.07       | 0.3 %  |
| その他の用地       | 0.91       | 3.4 %  |
| 合計               | 26.19      |        |

州統計局の2018年現在のデータによる。

## 歴史

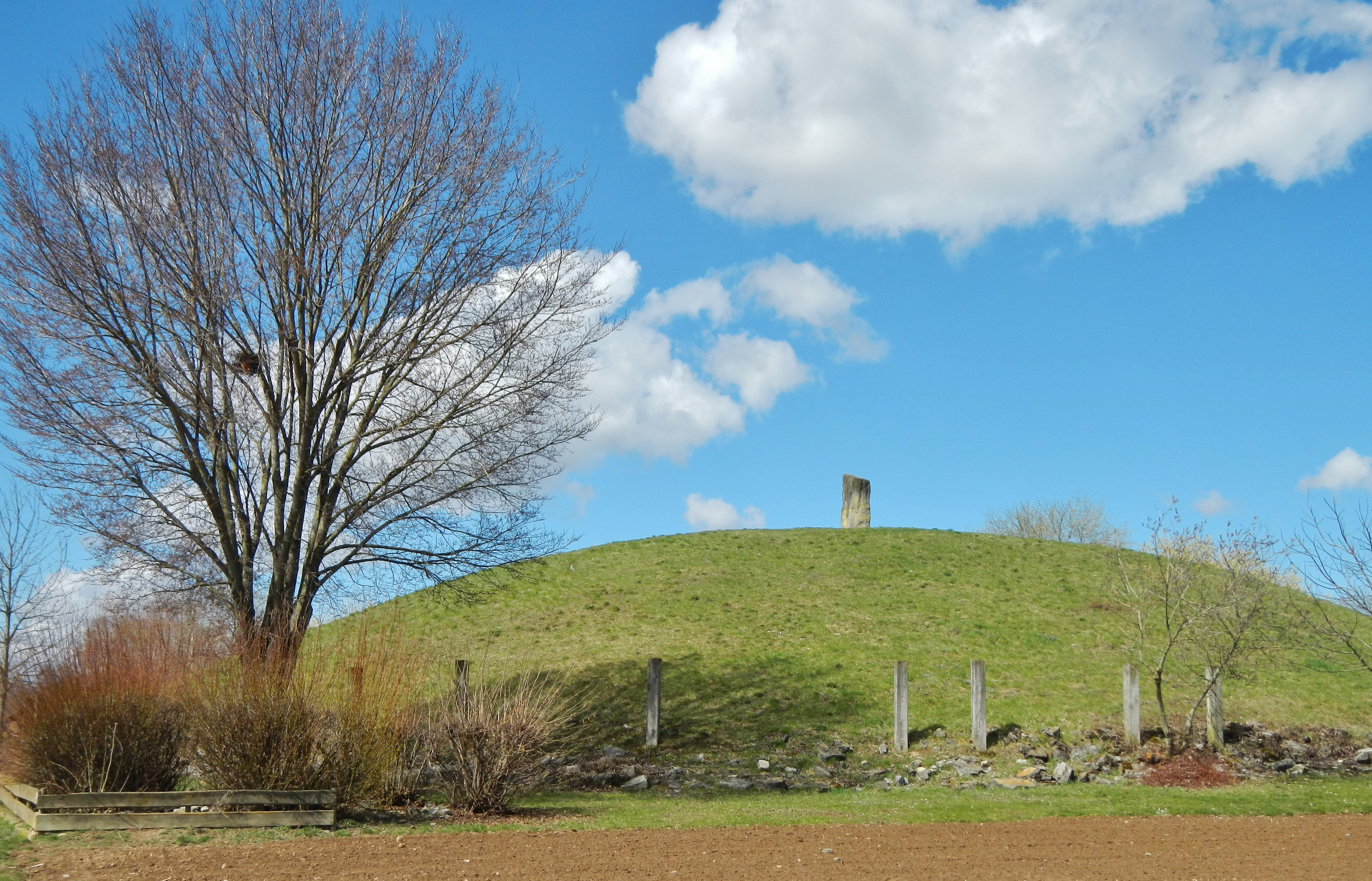
ホーホドルフのケルト時代の墳墓

### 先史時代
最も古い定住地の痕跡はホーホドルフ地区にある。紀元前4000年にはすでにこの地に人が住んでいた。特によく研究されているのは紀元前750年から紀元前450年頃の入植地である。ハルシュタット文明時代にあたるこの時代の、未盗掘の貴族の墓が見つかっているためである。

### 中世
アレマン人が住んでいたこの地域は、500年頃にフランク人によってキリスト教化され、シュパイアー司教区に組み込まれた。750年頃に「グリーデルング・アレマニエンス」がガウに編入される際、エーバーディンゲンとヌスドルフはエンツガウに、ホーホドルフはグレムスガウに組み込まれた。その結果、宗教上はシュパイアー司教区内の、エーバーディンゲンとヌスドルフは宗教改革までファイインゲン参事会に、ホーホドルフはグリューニンゲン参事会に属した。ホーホドルフは、フランケンのクニベルト伯によるフルダ修道院への寄進に関する779年の文書に初めて記録されている。エーバーディンゲンとヌスドルフは、1100年にヒルザウ修道院の文書に初めて記録されている。

### 近世
エーバーディンゲンとヌスドルフでは、1534年にウルリヒ公が帰還した後、宗教改革が行われた。1534年のヒルザウ修道院の世俗化により、エーバーディンゲンとヌスドルフは1534年にヴュルテンベルク公領となり、アムト・ファイヒンゲンに属した。ホーホドルフでは、ホーホドルフに所領を有するグリューニンゲンの聖霊病院が世俗化された後、1555年頃に宗教改革がなされた。町内の数多くの境界石で大司教十字が見られることから、ホーホドルフはビシンゲンと同様にこれを紋章に採用していたと推測される。病院の権利継承者として、現在のホーホドルファー・ボンホルツの森林までをマルクグレーニンゲン市が所有した。ホーホドルフ住民の一部は、早くも16世紀にヴュルテンベルクの支配下にあり、アムト・グリューニンゲンの組織化にあった。ホーホドルフの領主は時代とともに何度も入れ替わった。最後の領主はテッシン男爵であった。この家門が約100年間所有した後、ナポレオンによって王国に昇格したヴュルテンベルクに編入された。遅くとも最終的にオーバーアムト・グレーニンゲンが廃止された1807年以後、ホーホドルフも拡大したオーバーアムト・ファイインゲンに編入された。

### 20世紀
ナチ時代のヴュルテンベルクの行政改革により、1938年にこの街はファイインゲン郡に属すこととなった。第二次世界大戦末期、1945年4月にヌスドルフは災難を経験した。フランス軍からの激しい砲撃によって、村はわずかの間に 3/4 が破壊され、多くの住民が死亡した。1945年、この町はアメリカ管理地区となり、新設されたヴュルテンベルク＝バーデン州に属すこととなった。この州から1952年に現在のバーデン＝ヴュルテンベルク州が形成された。
1973年のバーデン＝ヴュルテンベルク州の郡再編で、エーバーディンゲン、ホーホドルフ、ヌスドルフは、廃止されたファイインゲン郡から拡張されたルートヴィヒスブルク郡に移管された。
同名のレムゼックのホーホドルフ地区と区別するために、1973年6月19日にホーホドルフ・アン・デア・エンツと改名した（ただし、ホーホドルフはエンツ川に面しておらず、その南の高台にある）。また、1973年8月15日にヌスドルフ地区の表記が (Nussdorf) に変更された（現在の表記は Nußdorf である）。

### 町村合併
現在の自治体エーバーディンゲンは、バーデン＝ヴュルテンベルク州の市町村再編に伴い、1975年9月20日にエーバーディンゲン、ホーホドルフ・アン・デア・エンツ、ヌスドルフの3町村が合併して成立した。

## 住民

### 人口推移
各時点での町域における人口を示す。数値は、推定値、人口調査結果 (*)、統計局の公的研究結果である。
市町村再編以後40年間で、人口は4,260人から6,692人まで増加した（増加率 57.1 %）。人口増加が最も大きかったのはホーホドルフの 70.4 %（1,060人から3,009人）、次いでエーバーディンゲン 70.4 %（1,060人から1,806人）、ヌスドルフ 17.3 %（1,600人から1,977人）であった。

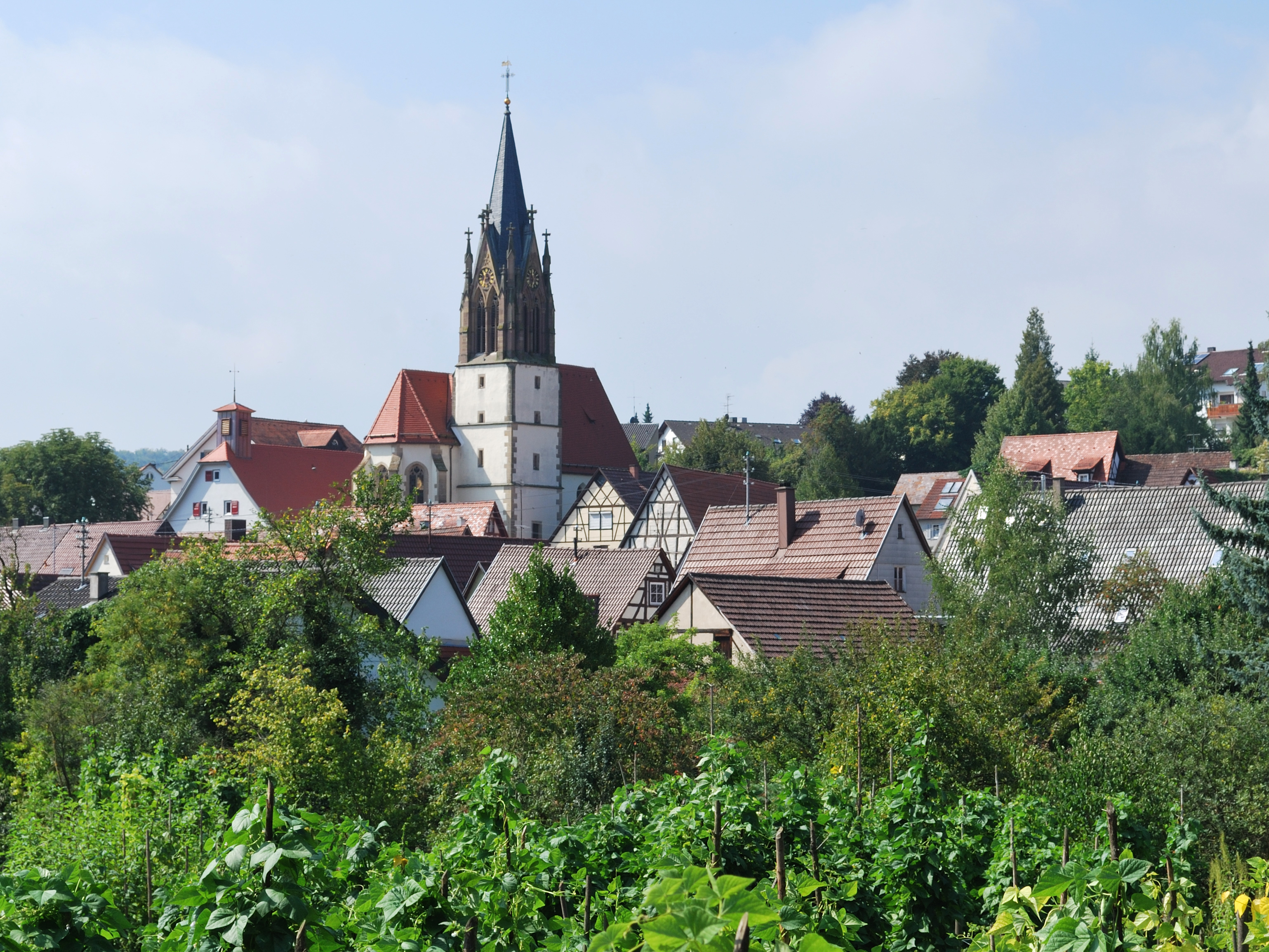
エーバーディンゲンの町とマルティンス教会の塔

| 時点           | 人口（人） |
| -------------- | ---------- |
| 1871年*        | 2,476      |
| 1880年*        | 2,573      |
| 1890年*        | 2,415      |
| 1900年*        | 2,378      |
| 1910年*        | 2,209      |
| 1925年*        | 2,136      |
| 1933年*        | 2,070      |
| 1939年*        | 2,000      |
| 1950年12月31日 | 2,613      |
| 1956年*        | 2,674      |
| 1961年*        | 2,894      |
| 1965年12月31日 | 3,300      |

| 時点           | 人口（人） |
| -------------- | ---------- |
| 1970年12月31日 | 3,658      |
| 1975年12月31日 | 4,386      |
| 1980年12月31日 | 5,353      |
| 1985年12月31日 | 5,438      |
| 1990年12月31日 | 6,103      |
| 1995年12月31日 | 6,540      |
| 2000年12月31日 | 6,438      |
| 2005年12月31日 | 6,491      |
| 2010年12月31日 | 6,407      |
| 2015年12月31日 | 6,701      |

* 人口調査結果

### 宗教
宗教改革までエーバーディンゲンおよびヌスドルフはシュパイアー司教区三位一体助祭長区のファイインゲン参事会区に、ホーホドルフは同助祭長区のグリューニンゲン参事会区に属した。
宗教改革以後、現在の町域は福音主義が優勢な地域となり、福音主義エーバーディンゲン教区、福音主義ホーホドルフ教区、福音主義ヌスドルフ教区が設けられている。
カトリック住民は、エンツヴァイインゲンの聖パウルス教会区に属し、ファイインゲン・アン・デア・エンツの聖アントニウス教会とともに司牧会を形成している。
ヌスドルフには新使徒教会がある。ヌスドルフの福音主義メソジスト教会は、長らく閉鎖されており、現在この地域を管轄しているのはヴァイサハの教会である。エーバーディンゲンには Freie Christen Aktionsgemeinde e. V. があり、さらに Theosophischen Gesellschaft Pasadena のドイツ本部がある。

## 行政

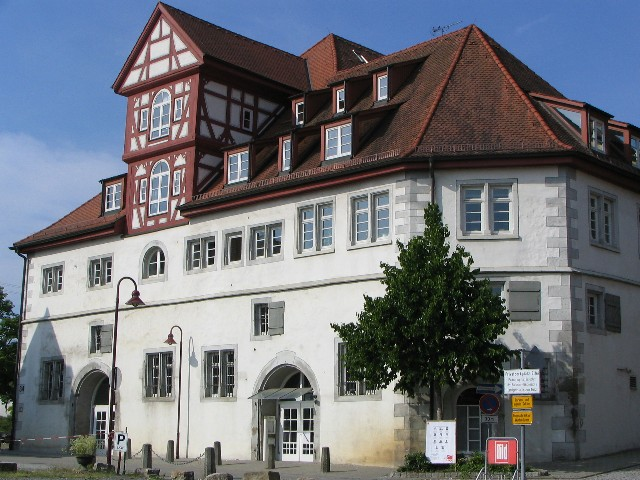
エーバーディンゲン町役場

### 議会
この町の町議会の議員数は、議長を務める町長を除いて、18議席である。

### 紋章と旗
図柄: 金地。緑の三峰の山の丸い各山頂から伸びる3本の緑のバラの枝（他の2本と斜めに交差する）。それぞれ緑色の萼を持つ5弁の赤い花を1輪つけている。町の旗は赤 - 黄である。紋章と旗は1977年5月10日に認可された。
紋章の3本のバラは、3つの地区を象徴している。この意匠はすでに旧エーバーディンゲンの紋章にも用いられていた。

## 経済と社会資本
合成樹脂加工と金属加工が3つの地区の最も重要な産業分野である。この主要産業には約 400人が従事している。

### 交通
最寄りの IC / IRE / ICE の駅はファイインゲン・アン・デア・エンツ（10 km 離れている）にある。最寄りのローカル鉄道駅はヘンミンゲン（6 km）にある。エーバーディンゲンは、シュトゥットガルト＝フォイエルバッハ行きおよびファイインゲン・アン・デア・エンツ行きのバスで結ばれており、シュトゥットガルト交通・運賃同盟に加盟している。

### 教育
エーバーディンゲン町は、ホーホドルフ（シラーシューレ）とヌスドルフ（カール＝エーマン＝シューレ）に分かれて存在する基礎課程学校 の運営母体である。かつての本課程学校およびヴェルクレアルシューレ は廃止された。この他に幼稚園もある。

### ライフライン
この町の電力およびガス網は、EnBW レギオナル AG によって運営されている。
エーバーディンゲンで供給されている上水道は、地元の水が 55 %、シュトローゴイ水供給会社の他所からの水が 45 % の混合水である。ホーホドルフ・アン・デア・エンツ地区は、100 % シュトローゴイ水供給会社の水である。ヌスドルフは、地元の水が 40 %、ボーデン湖水供給会社の水が 60 % である。
塵芥処理は、ルートヴィヒスブルク郡の 100 % 子会社のルートヴィヒスブルク郡塵芥処理会社 (AVL) が行っている。AVLは、ルートヴィヒスブルク郡の委託を受けてゴミの削減、再利用、廃棄といった処理を行っている。

## 文化と見所

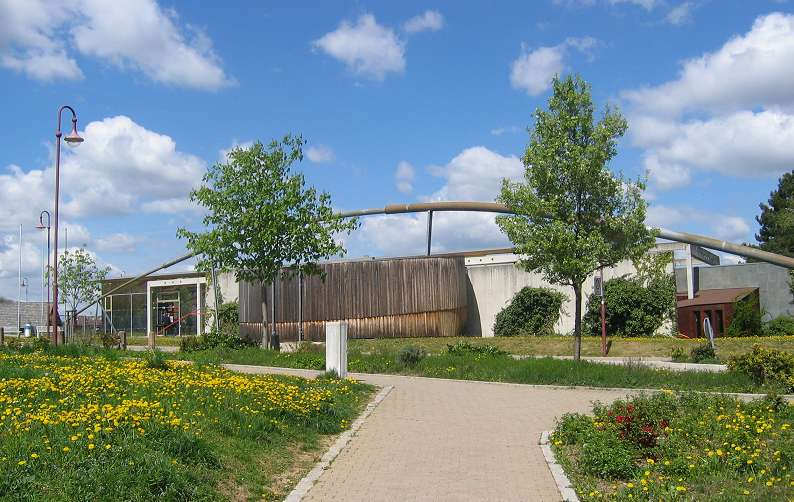
ホーホドルフ・ケルト博物館

### 博物館
最も有名な文化施設がホーホドルフ・ケルト博物館である。1977年に領主の墳墓が発見されて以後、ホーホドルフ・アン・デア・エンツにこの博物館が設けられた。ホーホドルフにはこの他に、クンストホーフのギャラリー やカステンショイアー城館ギャラリー がある。
ヌスドルフのアリソン & ペーター W. クライン・コレクションも見る価値がある。このコレクションは、1980年代から約1500点の現代美術作品を所蔵している。

### 建築
エーバーディンゲンの後期ゴシック様式の教区教会（マルティンス教会）も見応えがある。ヌスドルフには13世紀の聖十字架教会、ライシャハ家のヌスドルフ城、旧ヌスドルフ町役場がある。

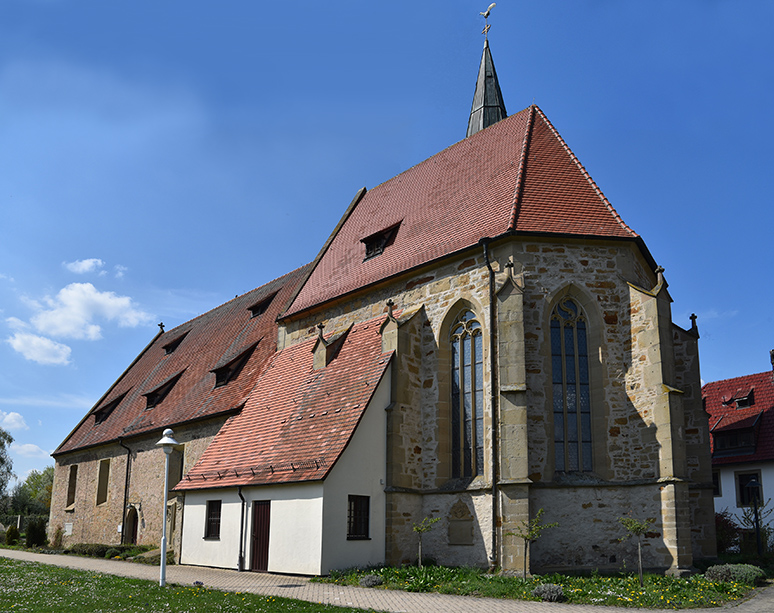
ヌスドルフの聖十字架教会
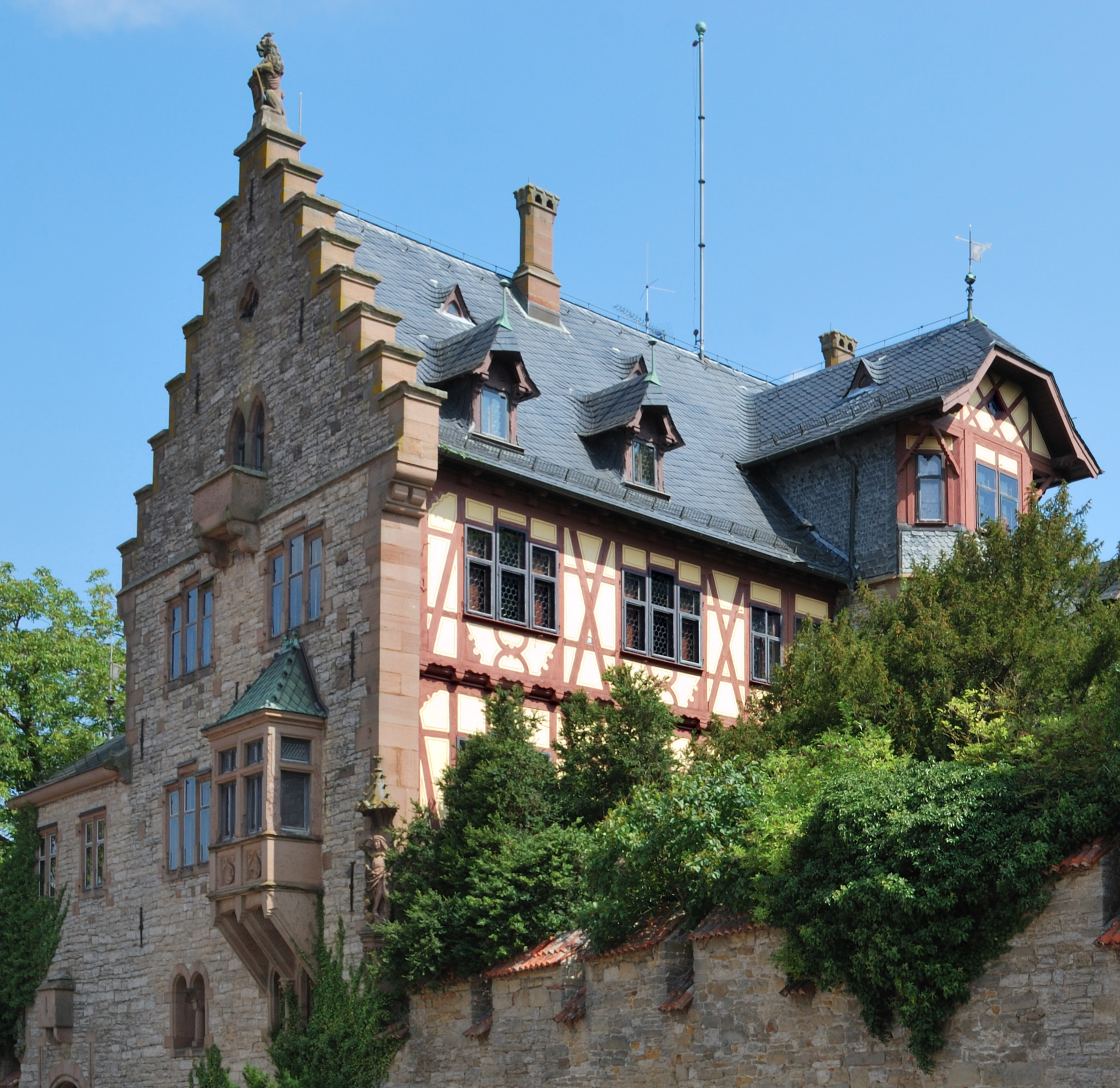
ヌスドルフ城
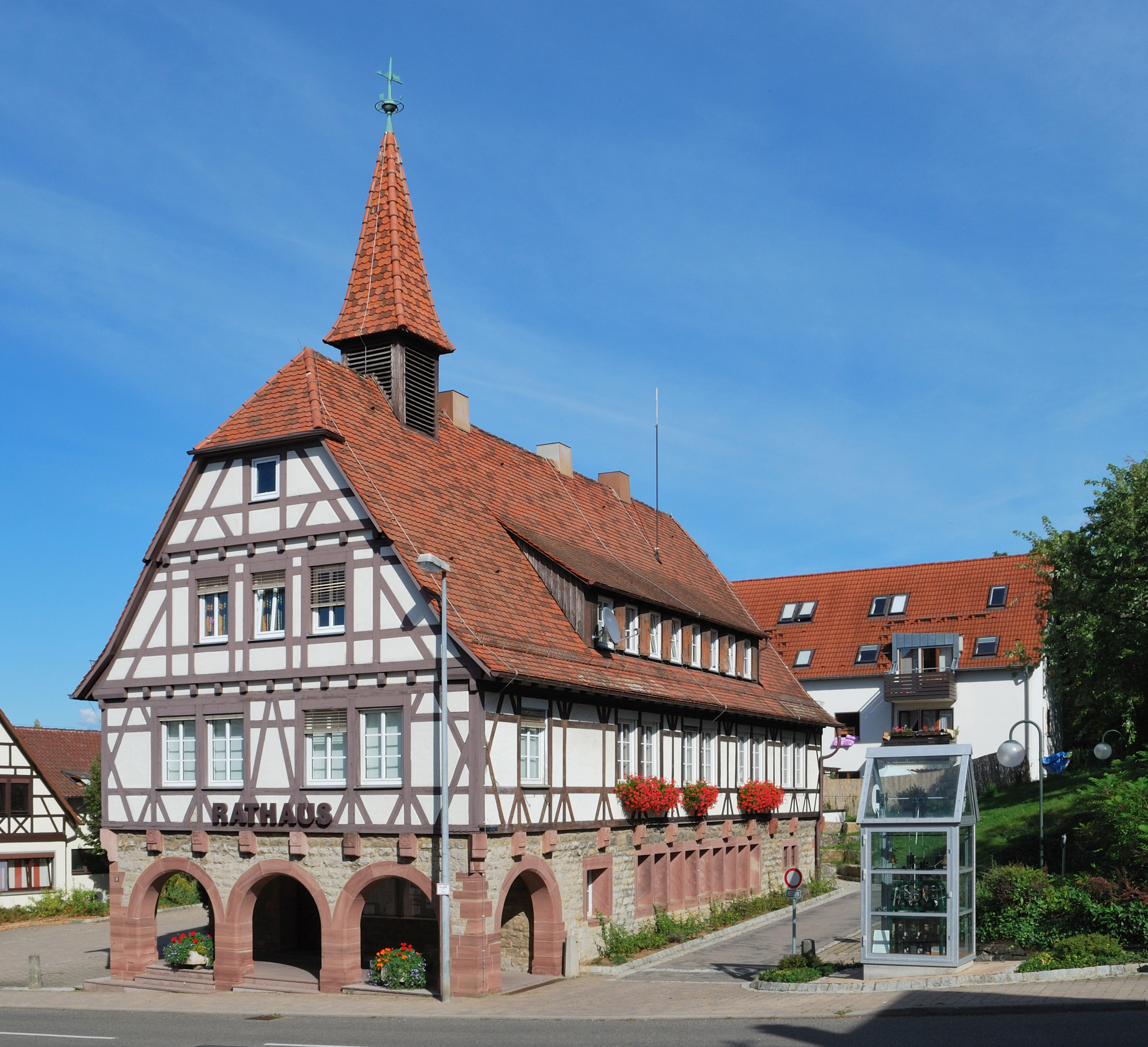
ヌスドルフの町役場

## 関連図書
- Ernst Kranich (2012). Gesamtgemeinde Eberdingen. ed. Eberdingen: Ein Dorf im Wandel der Zeit. Mühlacker-Mühlhausen: IPa-Verlag. ISBN 978-3-933486-74-5
- Ernst Kranich (2014). Hochdorf, Enz: Vom Ritterdorf zur Wohngemeinde (1 ed.). Eberdingen: Gemeinde Eberdingen. ISBN 978-3-00-047917-5

### 訳注
1. ↑  ホーホドルフ・アン・デア・エンツは、直訳すると「エンツ川沿いの高台の村」を意味している。
2. ↑  "ヴェルクレアルシューレ (ドイツ語: Werkrealschule) は、ドイツ内でもバーデン＝ヴュルテンベルク州特有の学校形態で、本課程学校の第9または第10学年修了の生徒から選抜で第10学年以降の中等教育クラスに進学できる制度およびその課程